# Milho

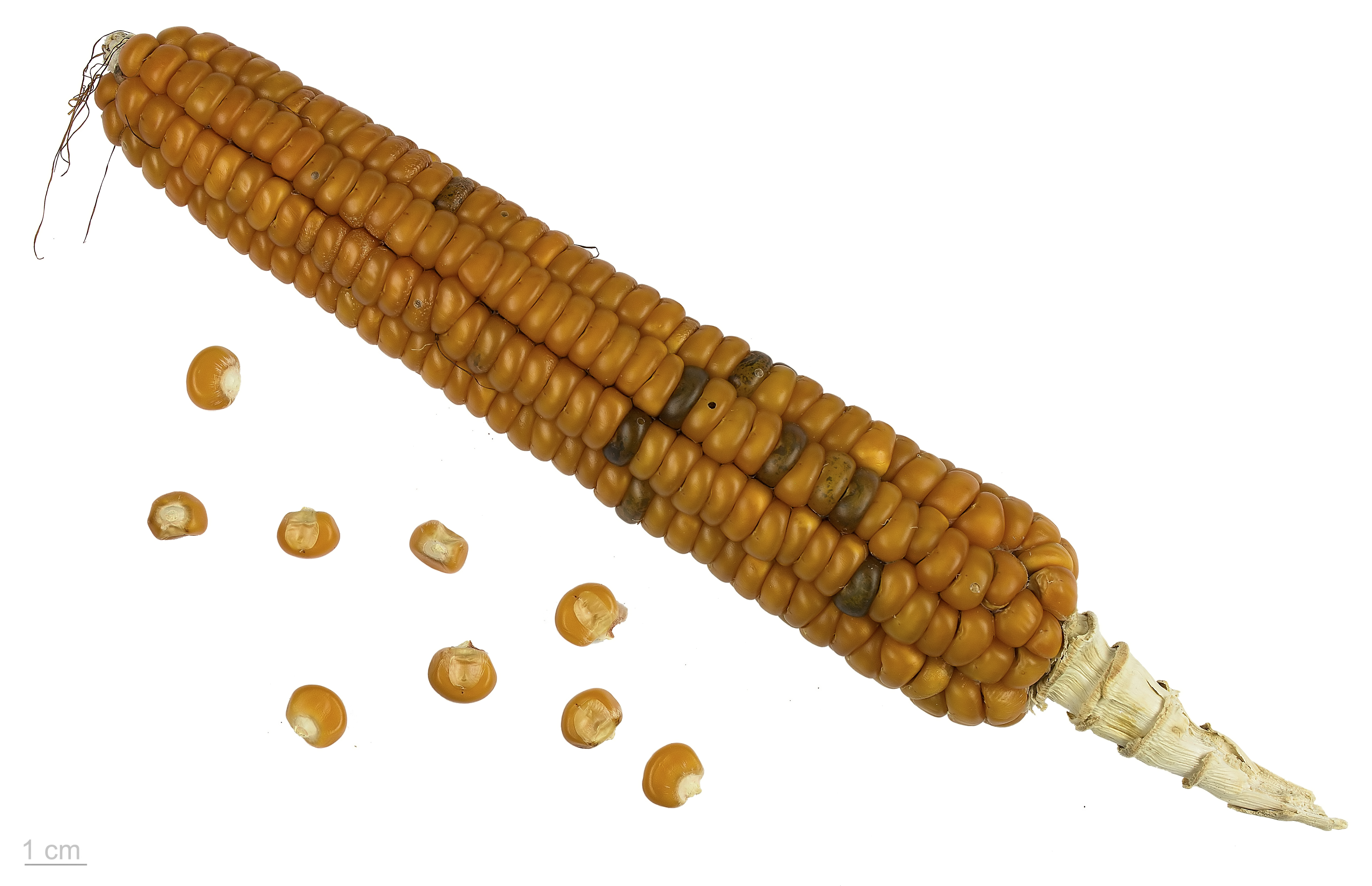
Zea mays 'Ottofile giallo Tortonese - MHNT

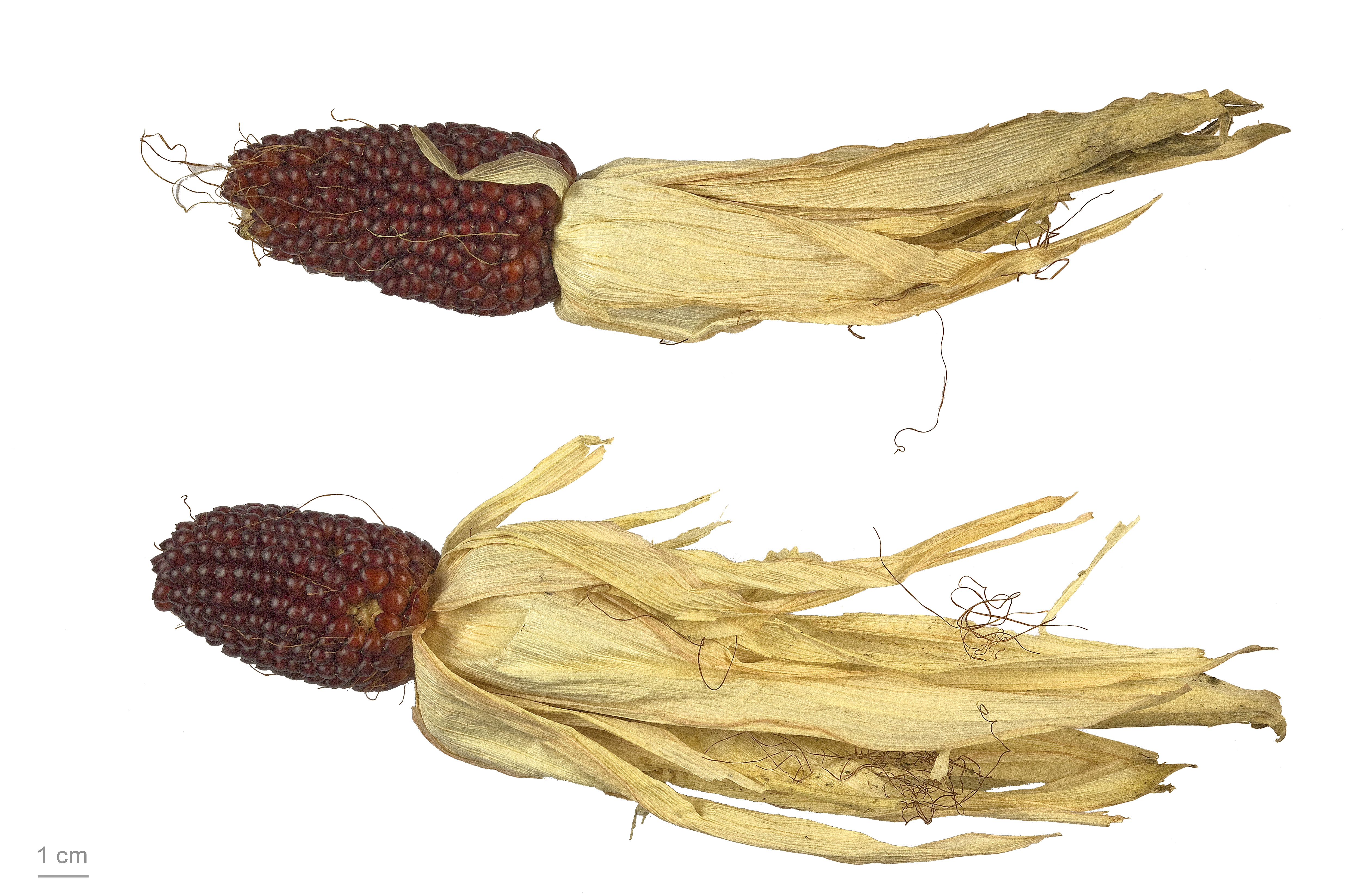
Zea mays "fraise" - MHNT

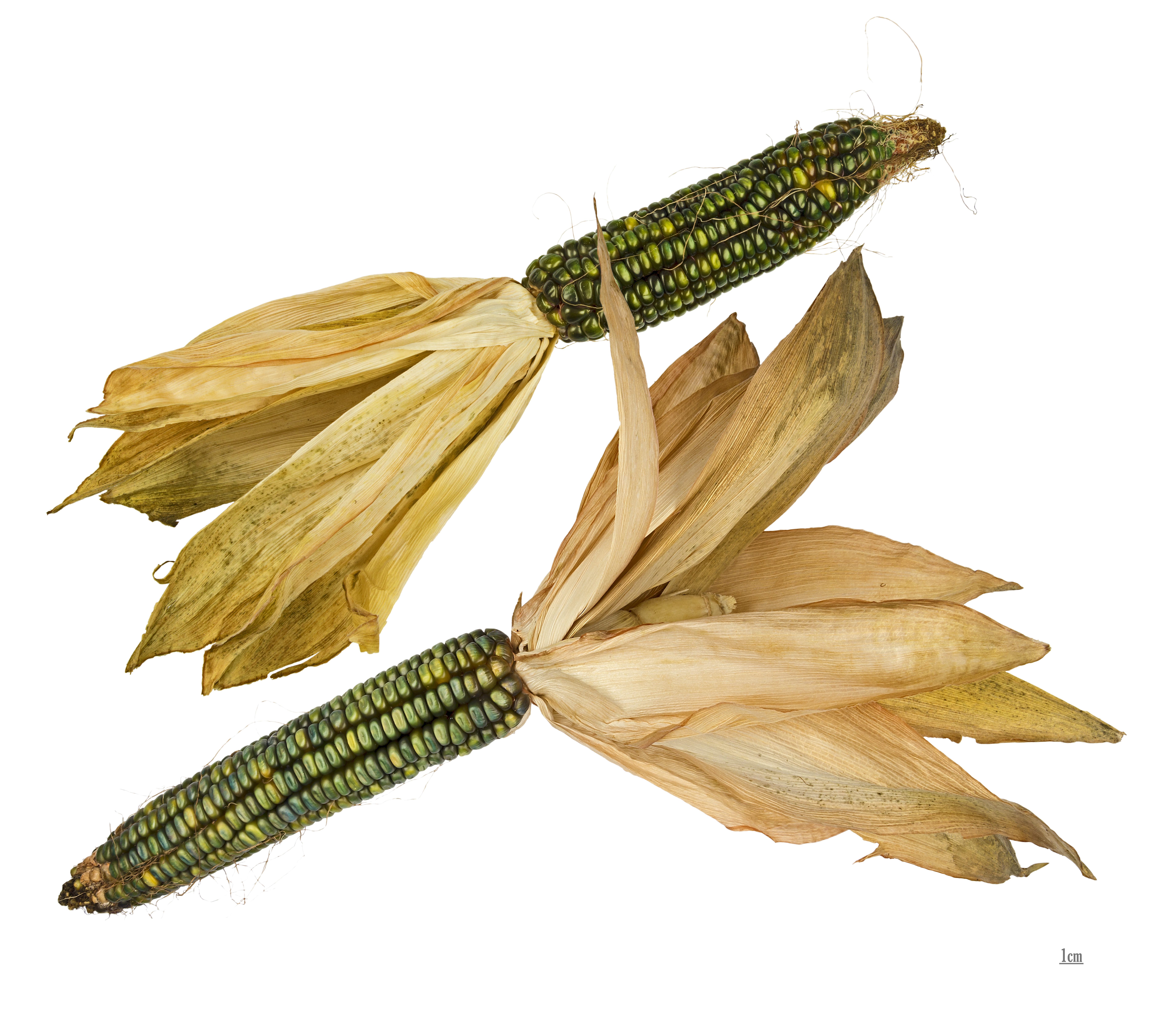
Zea mays "Oaxacan Green" - MHNT

Milho (Zea mays) é um cereal cultivado em grande parte do mundo e extensivamente utilizado como alimento humano ou para ração animal devido às suas qualidades nutricionais. Todas as evidências científicas levam a crer que seja uma planta de origem mexicana, já que a sua domesticação começou de 7 500 a 12 000 anos atrás na área central do México. Tem um alto potencial produtivo e é bastante responsivo à tecnologia. O seu cultivo geralmente é mecanizado, se beneficiando muito de técnicas modernas de plantio e colheita. A produção mundial foi 817 milhões de toneladas em 2009 — mais que arroz (678 milhões de toneladas) ou que trigo (682 milhões de toneladas). O milho é cultivado em diversas regiões do mundo. O maior produtor mundial são os Estados Unidos.

## Etimologia
A palavra milho é oriunda do latim vulgar mĭlĭum, termo oriundo do numeral mil devido à quantidade de grãos em cada espiga. O termo milho é atestado antes mesmo da introdução da espécie Zea mays na Europa, pois denominava o que em língua castelhana hoje em dia se chama mijo e em português acabou por se vir a chamar milhete ou painço.
Já o termo maís tem origem na Língua taína da ilha de Hispaniola, termo usado na língua portuguesa já no fim do século XX e atestado por António Galvão na sua famosa obra Tratado dos descobrimentos antigos, e modernos… de 1563. De maís advém o termo maisena.
Em Portugal, no século XVIII, era conhecido por milho zaburro, milho grande, milho graúdo, milho maís, milhão, milho grosso e milho de maçaroca.
As populações ameríndias do Brasil de língua tupi conheciam o milho por nomes como avati, auati e abati.

## Características da planta
O milho pertence ao grupo das angiospermas, ou seja, produz as sementes no fruto. A planta do milho chega a uma altura de 2,5 metros, embora haja variedades bem mais baixas. O caule tem aparência de bambu e as juntas estão geralmente a cinquenta centímetros de distância umas das outras. A fixação da raiz é relativamente fraca. A espiga é cilíndrica, e costuma nascer na metade da altura da planta.
Os grãos são do tamanho de ervilhas, e estão dispostos em fileiras regulares presas no sabugo, que formam a espiga. Eles têm dimensões, peso e textura variáveis. Cada espiga contém de duzentos a quatrocentos grãos. Dependendo da espécie, os grãos têm cores variadas, podendo ser amarelos, brancos, vermelhos, pretos, azuis ou marrons. O núcleo da semente tem um pericarpo que é utilizado como revestimento.

### Cabelo (Stigma maydis)

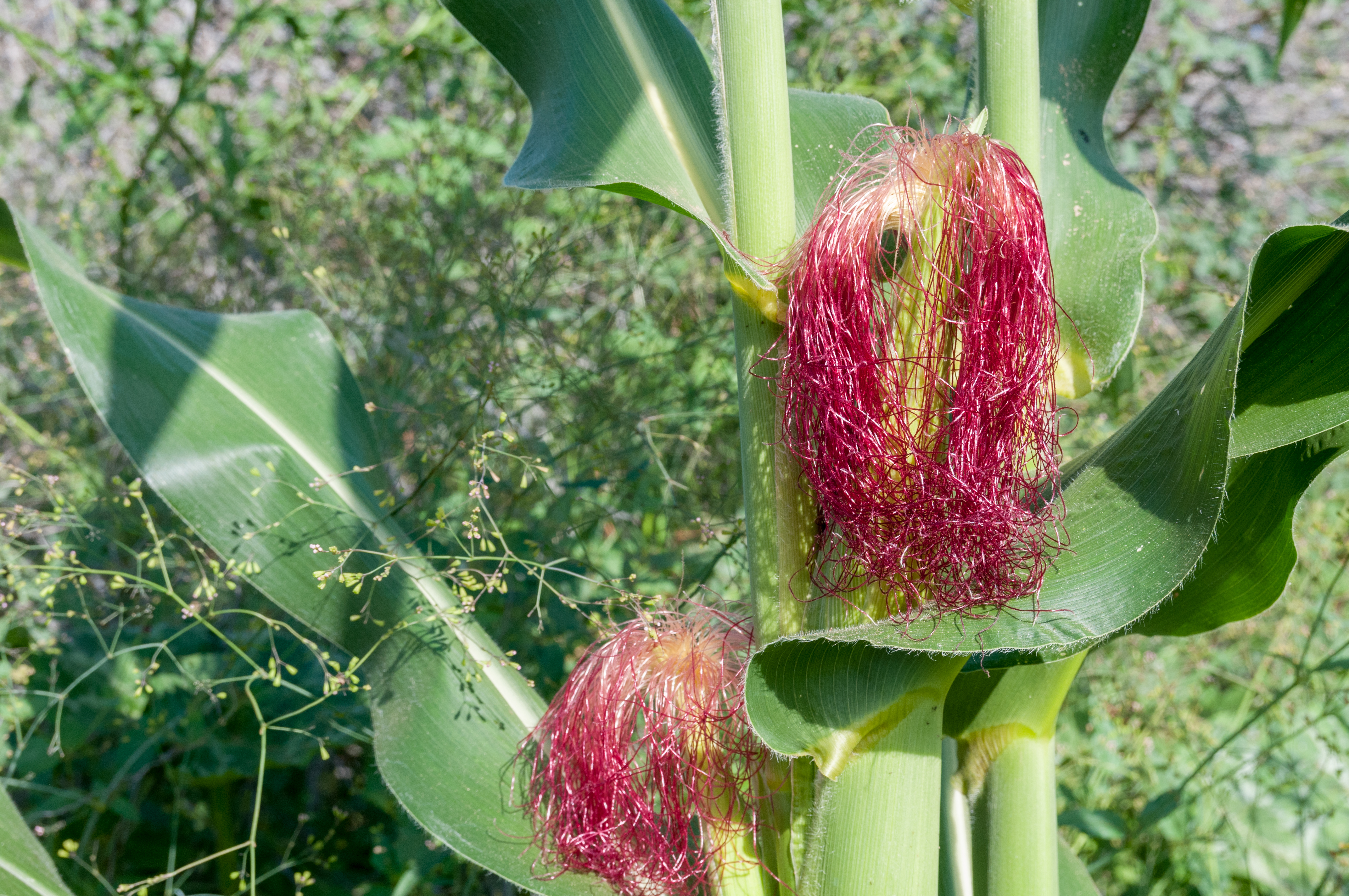
O cabelo do milho serve para a planta se reproduzir.

No ponto de vista da biologia, o cabelo do milho existe para a planta se reproduzir. Ou seja, eles servem para transportar os grãos de pólen que vão fecundar os óvulos da espiga, dando origem aos grãos de milho, que são os frutos do vegetal.
O cabelo do milho (Stigma maydis) é uma importante parte reprodutiva do milho, usada tradicionalmente pelos chineses e nativos americanos para tratar muitas doenças. 

## Principal doença do milho
Cercosporiose é principal doença da cultura do milho, seus sintomas e o seu método de controle indicado:
- Cercosporiose é causado do fungo Cercosporea zeae-maydis, essa doença foi identificada inicialmente em 2000 no estado do Goiás, agora estando presente em todos os plantios do Centro sul do Brasil, e quando ocorre com alta severidade em plantios suscetíveis as percas podem ultrapassar 80%. (CASELA, et.al.)
- Os sintomas são: machas acinzentadas sendo elas retangulares e irregulares, nas quais são desenvolvidas paralelas às nervuras das folhas, e em ataques mais severos ocorre o acamamento. (CASELA, et.al.)
- Alguns controles indicados é o plantio de cultivares resistentes, evitar a permanência de restos da cultura de milho em áreas em que a doença ocorreu com alta severidade para reduzir o potencial de inóculo, realizar rotação com culturas como soja, sorgo, girassol, algodão e outras, uma vez que o milho é o único hospedeiro da Cercospora zeae-maydis, realizar adubações de acordo com as recomendações técnica para evitar desequilíbrios nutricionais nas plantas de milho, favoráveis ao desenvolvimento desse patógeno, principalmente a relação nitrogênio/potássio. (CASELA, et.al.)[9]

## Composição
O milho puro ou como ingrediente de outros produtos, é uma importante fonte energética para o homem. Ao contrário do trigo e do arroz, que são refinados durante seus processos de industrialização, o milho conserva sua casca, que é rica em fibras. Além das fibras, o grão de milho é constituído de carboidratos, proteínas e vitaminas do complexo B. Possui bom potencial calórico, sendo constituído de grandes quantidades de açúcares e gorduras. O milho contém vários sais minerais como ferro, fósforo, potássio e zinco. No entanto, é rico em ácido fítico, que dificulta a absorção destes mesmos.

## História

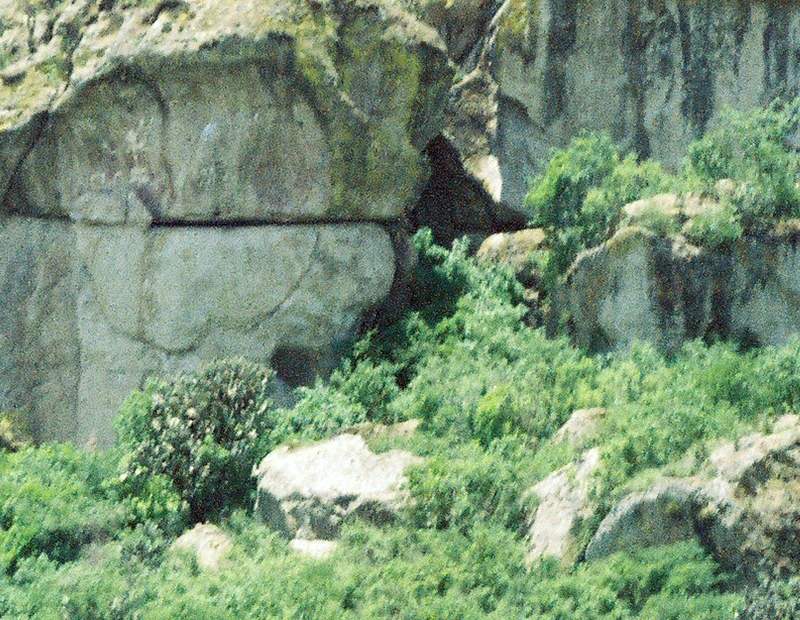
Caverna Guila Naquitz em Oaxaca, México, local dos restos conhecidos mais antigos de milho

O milho é a variante domesticada do teosinto. As duas plantas possuem aparência dissemelhante, o milho com um pedúnculo único, alto e com múltiplas folhas e o teosinto sendo uma planta curta e frondosa. A diferença entre os dois é largamente controlada por apenas dois genes.
Segundo Mary Poll, em trabalho publicado na revista Proceedings of the National Academy of Sciences, os primeiros registros do cultivo do milho datam de há 7 300 anos, tendo sido encontrados em pequenas ilhas próximas ao litoral do México, no Golfo do México. Vestígios arqueológicos de milho encontrados na caverna Guila Naquitz no Vale de Oaxaca datam de há cerca de 6 250 anos e os mais antigos restos em cavernas de Tehuacán são de há cerca de 5 450 anos.
Começando por volta de 2500 AEC, o cultivo de milho começou a se espalhar fora da Mesoamérica para outras partes do Novo Mundo. Seu nome de origem indígena caribenha significava "sustento da vida". O milho foi o alimento básico de várias civilizações importantes ao longo dos séculos; os Olmecas, Maias, Astecas e Incas reverenciavam o cereal na arte e religião.[carece de fontes?]
O milho era plantado por indígenas americanos em montes, usando um sistema complexo que variava a espécie plantada de acordo com o seu uso. Esse método foi substituído por plantações de uma única espécie. Com as grandes navegações iniciadas no século XV e o consequente intercâmbio Colombiano, a cultura do milho se expandiu para outras partes do mundo. Hoje, é cultivado e consumido em todos os continentes e sua produção só perde para a do trigo e do arroz.
O plantio de milho na forma ancestral continua a praticar-se na América do Sul, principalmente em regiões pouco desenvolvidas, no sistema conhecido no Brasil como de roças. No final da década de 1950, por causa de uma grande campanha em favor do trigo, o cereal perdeu espaço na mesa brasileira. Atualmente, embora o nível de consumo do milho no Brasil venha crescendo, ainda está longe de ser comparado a países como o México e aos da região das Caraíbas.

## Os milhos do Velho Mundo
O substantivo «milho» foi dado no Velho Mundo pelos portugueses a um conjunto de plantas pertencentes à mesma família de espécies produtoras de grão que depois de farinado era utilizado no fabrico do pão e da broa.
O nome terá resultado do vocábulo latino «mĭlĭum» que é referido em documentos europeus, desde o período romano. Em Portugal, conhecem-se referências ao milho (ou milhão ou milhon) desde os tempos da primeira dinastia.
As designações «milho», «milhos» e «painço» aparecem com frequência em documentos oficiais portugueses do século XVI. À medida que os portugueses foram conhecendo novos territórios além-mar, foram-se também inteirando de que, nalgumas delas, o «milho» era um alimento sobremaneira importante. De tal sorte que não raros são os cronistas da época que fazem menção às «lavras de milho» encontradas nessas nas terras pelas quais iam passando.
Até ao século XVI, isto é, até ao contacto dos povos europeus com o Novo Mundo, o substantivo «milho» era dado indistintamente a várias espécies do Velho Mundo, pelo que a simples indicação deste nome não permite à historiografia moderna verificar qual a espécie ou espécies a que os autores se referem concretamente.
Veja-se que em Portugal, historicamente, o nome genérico «milho» também se dava à espécie Panicum miliaceum L., hoje mais conhecida como «painho», «milho-alvo», «milho-miúdo» e «milhinho». De igual modo, a espécie Setaria italica, também muito comum no continente europeu, é ainda hoje conhecida como «milho-painço» ou simplesmente «painço», sendo ainda hoje cultivada em Portugal principalmente para alimento das aves. Na Idade do Ferro, este painço era a variedade mais importante de milho cultivada nos territórios que se viriam a transformar em Portugal, Espanha e Itália.
Por seu turno, a espécie Sorghum bicolor, hoje comummente conhecida como «sorgo», também dava, historicamente, pelos seguintes nomes comuns: «milho-das-vassouras», «milho-zaburrão», «milho-zaburro», sendo que chegou à Europa, ainda durante a Idade Média, por via do Norte de África, sendo oriunda de terras indianas.

## O milho e os nativos do Novo Mundo
Este milho se planta por entre a mandioca e por entre as canas novas de açúcar. E colhe-se a novidade aos três meses, uma em agosto e outra em janeiro. Este milho come o gentio assado por fruto, e fazem seus vinhos com ele cozido, com o qual se embebedam, e os portugueses que comunicam com o gentio, e os mestiços não se desprezam dele, e bebem-no mui valentemente.
O vinho de milho que Gabriel Soares de Souza se refere acima é, na verdade, cerveja de milho.
Pelo fato do milho ser um dos alimentos mais difundidos entre os ameríndios, estes criaram várias lendas para explicar a inclusão deste grão nas suas dietas. Os antigos mexicanos acreditavam que houve quatro épocas anteriores à atual. Cada uma terminara em cataclismas, mas em cada época havia uma evolução dos seres vivos em relação à anterior. Na primeira os seres humanos foram feitos de cinza, mas a água os converteu em peixes. Na segunda os homens, embora fossem gigantes, eram frágeis e se caiam nunca mais se levantavam. Na terceira foram transformados em perus e na quarta em homens macacos.
Foi Quetzalcóatl, uma divindade adorada pelos Astecas, Toltecas e Maias, quem teria não só originado os homens como também providenciado seu principal alimento, o milho. Com a ajuda de larvas e abelhas silvestres conseguiu roubar os ossos de gerações passadas, encerrados na Terra dos Mortos, tenazmente guardada pelo Senhor dos Mortos, Mictlantecuhtli. Com a ajuda de Quilaztli, a deusa da fertilidade e maternidade, moeu os ossos e os colocou em uma taça, cobrindo-os com o sangramento de partes do seu corpo, inclusive do seu pênis. Uma vez recriados os seres humanos, Oxomoco e Cipactónal, o Adão e Eva da Mesoamérica antiga, era necessário achar algo consistente para alimentá-los e a formiga negra, que sabia onde havia milho, ajudou a divindade a encontrá-lo.
Atolli era o nome dado a mingaus e papas geralmente de milho, que constituía a alimentação básica dos nativos do México. O xocoatolli era um mingau de milho sazonado com uma fruta vermelha e muito consumido pelos Quaquata, do México. Mesmo puro apresentava a cor avermelhada, devido ao milho vermelho encontrado na região.
O cultivo do milho era feito da América do Norte à América do Sul, quando os europeus chegaram no Novo Mundo. Era tido como cereal pelos nativos norte-americanos até a região andina, enquanto os povos da floresta tropical o utilizavam principalmente como alimento de consumo imediato, o milho verde, que era consumido cozido ou assado. Na América do Sul e Antilhas era muito utilizado no preparo da chicha, uma bebida fermentada. Com ele era também feita a farinha de milho.
O milho era um dos mais importantes alimentos para os nativos americanos e uma mostra disso é que recebia diferentes nomes entre as tribos, mas sempre com o significado de vida. Era comido cozido e assado e, com ele moído, faziam-se bolos e pães. Também foram os primeiros a preparar pipoca.
Os Kaingang, habitantes de São Paulo ao Rio Grande do Sul, alegavam que seus antepassados conheceram o milho quando o encontraram nas moelas das aves.
Os Caiabi do Mato Grosso faziam um mingau de milho onde os grãos eram pilados e peneirados e a farinha era cozida com mandioca-doce e amendoim torrado e moído era acrescentado. Também faziam o mingau com a farinha do milho seco, que era cozida em água por bastante tempo. Quando esfriava, ao líquido era acrescentada batata-doce para espessar. O mingau de milho verde era feito ralando a espiga, peneirando a massa, juntando água e cozinhando. Faziam outro tipo de mingau de milho verde, ralando a espiga, socando no pilão com amendoim cru e cozinhando a mistura.
Faziam farinha de milho verde e de milho seco. A primeira era feita deixando as espigas secarem um pouco antes de serem raladas e depois de peneirada era misturada à farinha de mandioca. A de milho seco implicava em debulhar as espigas, torrar e pilar os grãos, acrescentar amendoim torrado e pilado e, finalmente, farinha de mandioca. Era consumida com peixe ou caça.
A quirera (milho moído), a pamonha e a pipoca eram os derivados de milho usados pelos indígenas do litoral paranaense. Os Araweté do Pará tinham como principal alimento o milho, que era consumido como mingau de milho verde, mingau doce, farinha de milho, paçoca e cauim. Eles davam mais importância à roça de milho do que à de mandioca. Milho assado ou cozido e também em forma de bolo era ingerido pelos Guarani de São Paulo. Os Paranakã do Pará ingeriam o milho assado e um alimento semelhante ao curau. Um mingau de milho moído semelhante à pamonha e o milho torrado acompanhado por banana, castanha, peixe ou carne eram consumidos pelos Xicrin do Pará.
A roça de milho, além de fornecer a espiga como alimentação direta para os índios venezuelanos, tornava-se um excelente local para se matar macacos, outro alimento muito apreciado. O bando de macacos quando se movimentava pela floresta fazia enorme gritaria, sendo ouvido de longe. Contudo, quando iam roubar milho nas roças aproximavam-se em silêncio absoluto e, de cima das árvores, ficavam observando se não havia índios por perto. Constatando que o caminho estava livre, todo o bando assaltava a roça, menos um indivíduo que ficava em cima da árvore mais alta exercendo a função de vigilante. Toda esta admirável estratégia era desmoronada devido à gulodice dos bichos. Cada um pegava em cinco espigas: uma na boca, uma debaixo de cada braço e uma em cada mão e saía pulando para se esconder na floresta. O macaco que estava de vigia dava o aviso quando os índios estavam se aproximando e era aquela correria. Os macacos que tinham ao menos um braço e mão sem espiga conseguiam subir nas árvores e geralmente escapavam. Os que estavam com cinco espigas, ao invés de largar o produto do roubo, saiam pulando e se tornavam alvos fáceis para as flechas dos índios.
Os Botocudos de Minas Gerais comiam o milho seco cozido ou cru. Jogavam os grãos na boca e os mastigavam e engoliam. Também ingeriam a mandioca e a abóbora cozidos ou crus, enquanto os Quiapêr do Pará ingeriam o milho seco depois de cozido e fermentado. Os Xavantes do Mato Grosso faziam um bolo de fubá de milho misturado com farinha de palmito. Era envolto em folhas, colocado em um buraco no chão, sobre o qual era acesa uma fogueira.
Para minimizar ataque de insetos, índios amazônicos dependuravam as espigas longe do solo, em jiraus. Isto também evitava que absorvessem a umidade do solo. Quando havia pouco milho, as espigas eram conservadas dentro da choupana, acima de fumeiros.
A base vegetal da alimentação dos índios norte-americanos era o milho, o feijão e a abóbora. Tribos do sudeste de Ontário, no Canadá, cultivavam mais de quinze espécies de milho, englobando mais de cem variedades. Do milho eram preparados pudins, sopas, bolinhos e pães. A sopa era preparada fervendo o milho em água e cinza de madeira até que os grãos inchassem. Após bem enxaguado, o milho era adicionado à água com feijões ou carne. Algumas vezes farelo de girassol ou nozes esmagadas eram adicionados para implementar o sabor. O pão de milho era feito de milho moído e feijão ou bagas e nozes secas, fervendo a mistura ou assando sobre uma pedra plana que ficava sobre o fogo. Podia ser servido quente ou frio e neste caso acompanhado de molho ou xarope. Podia também ser secado para futuro uso. Outro prato muito apreciado era um cozido feito com milho e feijão.
No início da colheita do milho os indígenas norte-americanos faziam festas que duravam vários dias, com muita comida e bebida. Para os Creek o início do amadurecimento do milho era tão importante que era considerado o início do Ano-Novo. Os Hurons, da região norte do Lago Ontário, no Canadá, faziam sopa com espigas imaturas de milho que haviam ficado na água até ter início o processo de putrefação. Faziam canjica deixando os grãos de milho imersos em solução de sal de cinza para remover o pericarpo (parte externa e dura da semente) e depois os ferviam. Podiam depois ser secos, tostados e moídos e consumidos secos ou em forma de mingau. Tribos do sudoeste faziam o pinole, uma farinha grossa feita de grãos de milho torrados e moídos, geralmente misturada com ervas e temperos e que podia ser ingerida diretamente ou em forma de bebida. Acredita-se que os índios norte-americanos não conheciam nenhuma bebida alcoólica de milho antes da colonização, enquanto os sul-americanos as conheciam há séculos.
Os Iroqueses do norte do estado de Nova York e sul do Quebec cozinhavam o milho com carne, feijão e vegetais. Os Pueblos do Novo México e Arizona faziam o paper bread, um tipo de tortilha feita com farinha de milho, cinza de madeira e água, que era assado em finas camadas sobre uma pedra chata disposta sobre uma fogueira. Os Wampanoag da Nova Inglaterra, nordeste dos Estados Unidos, cultivavam uma grande variedade de milhos, o branco, o negro, o amarelo, o vermelho, o azul, o bege, o esverdeado, e outros. Utilizavam todas as partes da espiga do milho; o grão era comido; da palha faziam esteiras, cestos e bonecas; o sabugo era usado como combustível, como dardo para jogos e como chocalho em cerimônias.
O milho era empregado como alimento de várias outras maneiras por tribos norte-americanas: os Abnaki do Canadá e os Chippewa do Ontário faziam sopa com os grãos; os Delawe de Oklahoma cozinhavam a espiga, secavam os grãos e os comiam; os Havasupai do Arizona moíam os grãos secos, os misturavam com água salgada, faziam uma massa mole e assavam em forma de panqueca; Os Hopis do Arizona imergiam os grãos em água com cinzas de zimbro, cozinhavam e faziam canjica; os iroqueses do Quebec moíam os grãos, misturavam com água quente, faziam bolinhos que eram cozidos em água fervente; os Isletas do Novo México faziam papa com a farinha de milho e a secavam para uso no inverno; os Keres, Western assavam a espiga para uso imediato ou futuro; os Menominee de Wisconsin torravam os grãos, moíam, misturavam com banha de urso e usavam como ração em rastreamentos; os Meskwaki de Iowa assavam ou cozinhavam os grãos e os guardavam para o inverno; os Navajos do Arizona, Novo México e Utah assavam os grãos, removiam a casca (pericarpo), moíam o endosperma, secavam, embrulhavam na palha verde e levavam em viagens; os Ojibwa de Ontario secavam os grãos para uso no inverno; os Omaha de Nebraska moíam os grãos verdes e faziam uma massa usada como alimento; os Papagos do Arizona e México assavam as espigas, removiam os grãos, peneiravam e cozinhavam com carne; os Zuni do Novo México moíam os grãos crus ou assados e faziam pães usados em viagens.

## Usos
O milho é basicamente utilizado na alimentação, seja ela indireta (como ração animal) ou através do consumo humano direto.

### Uso na alimentação humana direta

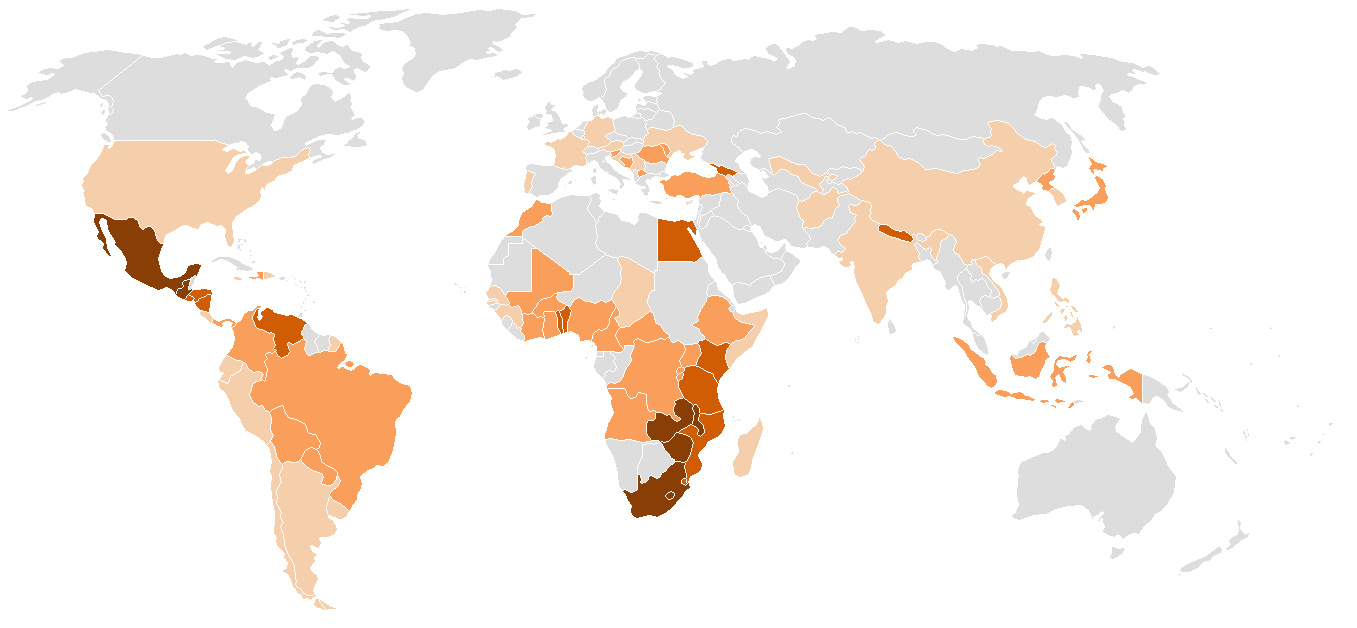
Taxa de consumo "per capita" de milho:
██ mais de
██ de 50 a
██ de 19 a
██ de 6 a
██ 5 ou menos kg/ano

Nos Estados Unidos, o uso do milho na alimentação humana direta é relativamente pequeno - embora haja grande produção de cereais matinais, como corn flakes, e xarope de milho, utilizado como adoçante. No México o seu uso é muito importante, sendo a base da alimentação da população (é o ingrediente principal das tortilhas, e outros pratos da culinária mexicana).
De acordo com a Empresa Brasileira de Pesquisa Agropecuária, no Brasil apenas cinco por cento do milho produzido se destina ao consumo direto humano. No Brasil, é a matéria-prima principal de vários pratos da culinária típica brasileira, como canjica, cuscuz, polenta, angu, mingaus, pamonhas, cremes, bolos, pipoca ou simplesmente milho cozido. Na indústria, pode ser usado como componente para a fabricação de rebuçados, biscoitos, pães, chocolates, geleias, sorvetes e maionese.
Apesar de serem usados para fazer pães, o milho não contém a proteína glúten. Isso faz com que os assados de milho não sejam especialmente nutritivos (como é o caso dos assados feitos de trigo).

### Usos alternativos
O uso primário do milho nos Estados Unidos e no Canadá é na alimentação para animais. O Brasil tem situação parecida: 65 por cento do milho é utilizado na alimentação animal e onze por cento é consumido pela indústria, para diversos fins. Seu uso industrial não se restringe à indústria alimentícia. É largamente utilizado na produção de elementos espessantes e colantes (para diversos fins) e na produção de óleos.
Recentemente, Europa e Estados Unidos têm incentivado seu uso para produção de etanol. O etanol é utilizado como aditivo na gasolina, para aumentar a octanagem. O uso do milho para produção de biocombustíveis tem encarecido seu uso para alimentação.
Com seu grão, torrado e moído, prepara-se uma bebida quente substituta do café. O "café de milho" é livre de glúten e cafeína.

### Pesquisas genéticas
O milho é a espécie vegetal mais utilizada para pesquisas genéticas. Em 1940, Barbara McClintock ganhou o Prêmio Nobel de Medicina pela sua descoberta de transposões, enquanto estudava o milho. A produção de milho é uma das mais difundidas entre as de alimentos transgênicos, em parte por que seu consumo é basicamente para ração animal, onde a resistência do consumidor é menor.
Algumas variedades não comerciais e selvagens de milho são cultivadas ou guardadas em bancos de germoplasma para adicionar diversidade genética durante processos de seleção de novas sementes para uso doméstico — inclusive milho transgênico.
De acordo com um estudo genético, verificou-se que o cultivo do milho foi introduzido na América do Sul a partir do México, em duas grandes ondas: a primeira, há 5 000 anos, difundida através dos Andes; a segunda, há 2 000 anos, através das terras baixas da América do Sul. As populações do Brasil àquela época, incluindo a Amazônia, tinham uma maior relação com a América Central e norte da América do Sul, do que com a região Andina, salvo a região ao norte do Chile até o Paraguai/Paraná, local em que a mistura genética detectada quanto ao milho revela possíveis contatos culturais.

## Variedades
Existem diversas espécies de milho que variam de formato, cor e textura, que são classificados em cinco tipos: doce, duro, pipoca, dentado e mole.
| Tipo                    | Características | Coloração                                                                       | Utilização                                                                | Imagem |
| ----------------------- | --- | ------------------------------------------------------------------------------- | ------------------------------------------------------------------------- | ------ |
| Milho Doce              | - Também conhecido como milho verde; - Formato arredondado levemente irregular; - Possui gosto adocicado e um alto valor nutritivo - Produz açúcar no lugar de amido e, por isso, seu cultivo, manejo e pós-colheita são diferenciados. Suas características permitem que ele seja conservado em água e, assim, enlatado. | - Cor amarela                                                                   | - Destinado exclusivamente para consumo humano.                           |        |
| Milho Flint ou Duro     | - Enquadra-se no grupo de milhos de alta qualidade e rendimento; - Colhido na fase madura | - Apresenta coloração laranja-avermelhada.                                      | - Destinado para nutrição humana e animal                                 |        |
| Milho de Pipoca         | - Sua espiga é menor e produz quantidade reduzida de grãos; - Possui um grão miúdo, em forma de gota, com tecido duro; - Na presença de algum tipo de óleo, seus grãos explodem e dão origem à pipoca; | - Pode se apresentar em coloração amarela-alaranjada, branca, azul ou vermelha. | - Destinado exclusivamente para consumo humano.                           |        |
| Milho Dentado           | - Possui uma depressão, ou dente, na parte superior do grão causado pelo seu tecido mole. - Colhido na fase madura | - Pode apresentar coloração amarela, branca ou de tons terrosos.                | - Muito utilizado na nutrição animal e para produção de xaropes e álcool. |        |
| Milho Mole ou Farináceo | - Tem grãos adocicados, macios e de sabor suave - Constituídos de tecido mole ou farináceo que pode ser facilmente moído. | - Pode se encontrar na cor branca, amarela e azul.                              | - Por possuir maior parte de tecido mole é comumente usado para farinhas. |        |

### Variedades especiais

#### Milho branco

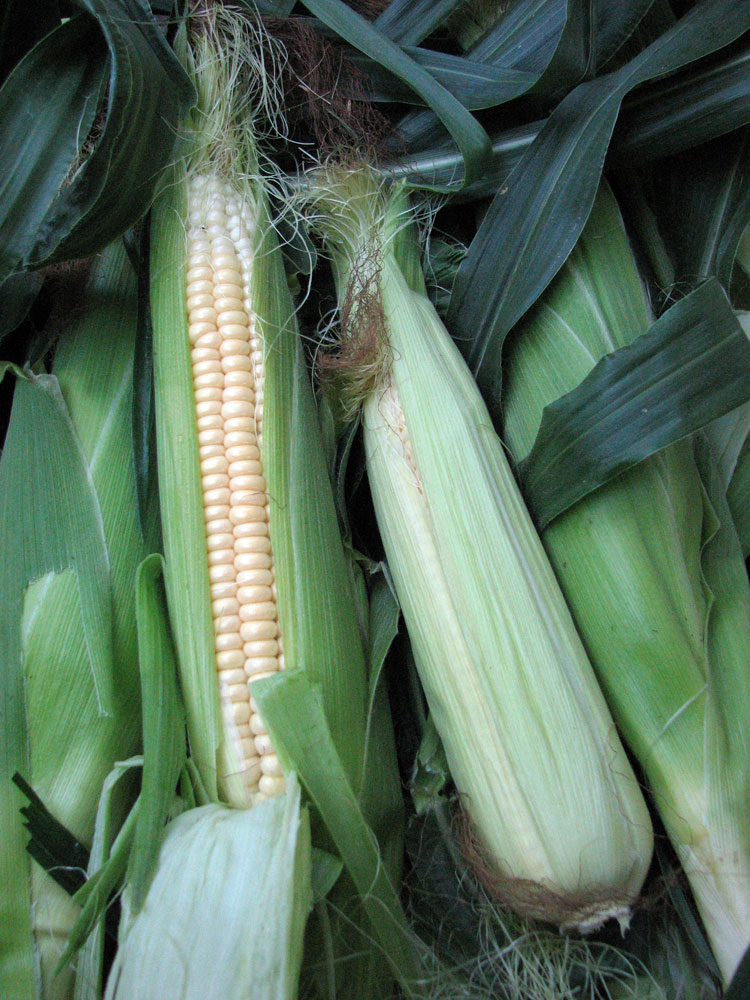
Espigas de milho branco.

Uma das variedades mais difundidas no Brasil é o milho branco. Tem, como principais finalidades, a produção de canjica, grãos e silagem. A planta tem altura próxima de 2,20 metros, sendo que a espiga nasce a 1,10 metro do solo. A espiga é grande, cilíndrica e apresenta alta compensação. O sabugo é fino, os grãos são brancos, profundos, pesados e de textura média. O colmo tem alta resistência física e boa sanidade. A raiz tem boa fixação.
A planta é especialmente resistente às principais doenças foliares do milho, em diferentes altitudes e épocas de plantio. Podem ser colhidas até duas safras de milho branco por ano. Em algumas épocas e regiões do Brasil, a cotação da saca de milho branco pode ser até cinquenta por cento superior à do milho tradicional. O auge da demanda ocorre no período imediatamente anterior à quaresma, pois a canjica é um prato típico destas festividades.
No Brasil, o milho branco é bastante difundido nos estados do Paraná e São Paulo, mas há também plantações isoladas nos estados de Santa Catarina, Minas Gerais e Mato Grosso. Entre os principais municípios produtores, estão Londrina, Irati e Pato Branco no Paraná e Quadra (que é considerada a "Capital do Milho Branco"), Tatuí e Itapetininga, em São Paulo. Nos Estados Unidos, a produção de milho branco em 2004 correspondia a três por cento do total. Embora ainda minoritário, o milho branco tem ganho espaço no mercado nos últimos anos, e a área plantada tem refletido o aumento na demanda. Um dos motivos é que o mercado reconhece que ainda não existem variedades transgênicas de milho branco, o que automaticamente aumenta seu valor de mercado em nichos específicos.

#### Milho transgênico

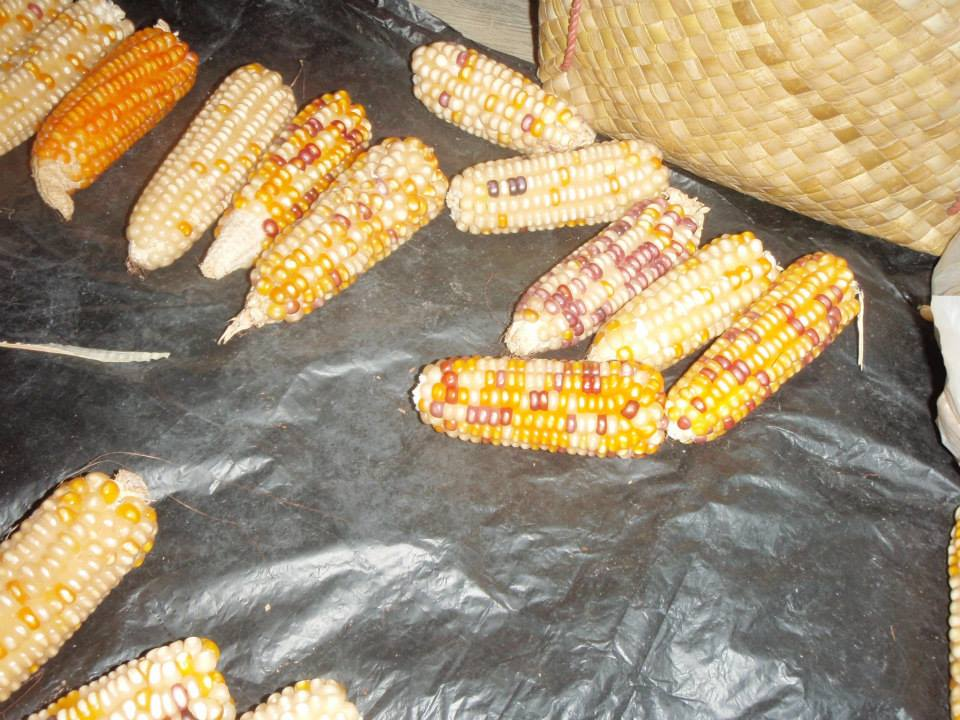
Milho em Timor-Leste

A variedade de milho geneticamente modificado mais conhecida é desenvolvida pela Monsanto, e é conhecida como RR GA21 (tolerante ao herbicida glifosato). Ela é utilizada extensivamente nos Estados Unidos. Outras empresas atuantes no ramo incluem a Syngenta, a BASF, a Bayer e a DuPont. Em 1999, a Novartis foi a primeira empresa a receber autorização do governo brasileiro para realizar testes no país com o milho transgênico BT, resistente a insetos.

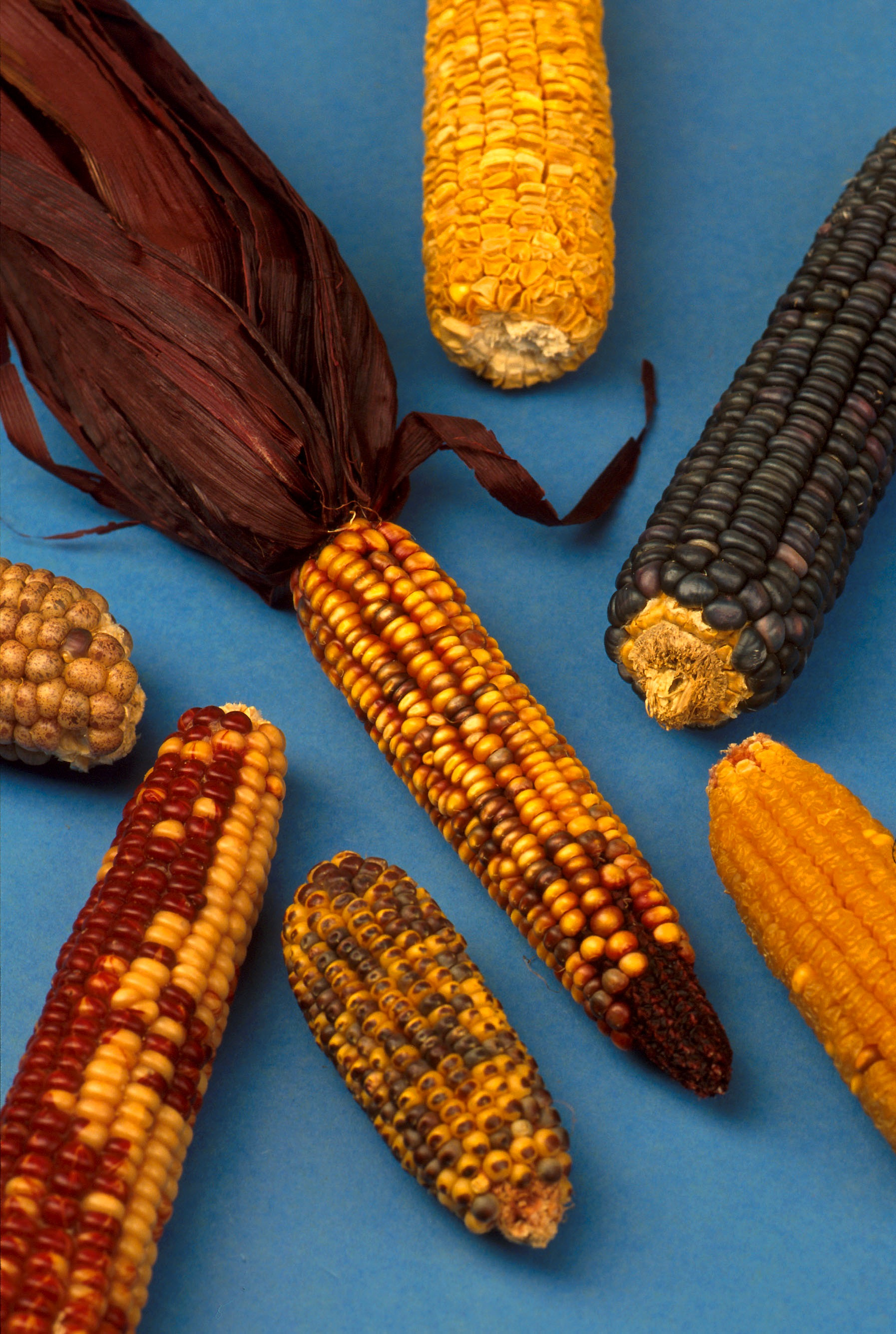
Variedades de milho

Segundo os produtores de sementes, o milho transgênico traz um aumento médio de oito por cento na produtividade. Nos Estados Unidos, mais de setenta por cento do milho semeado é transgênico. A produção de variedades transgênicas na Argentina e no Brasil é crescente, embora nem sempre a prática do cultivo dessas variedades seja legal. Há também relatos de milho transgênico em Honduras, onde variedades transgênicas "contaminaram" as variedades locais. No México, o milho transgênico também enfrenta séria oposição governamental: em 1998, foi proibida a experimentação, o cultivo e a importação de milho transgênico.
O milho é um exemplo da manipulação de espécies pelo Homem, sendo utilizado tanto pelos defensores quanto pelos opositores dos transgênicos. O milho cultivado pelos índios mal lembra o milho atual: as espigas eram pequenas, cheias de grãos faltando, e boa parte da produção era perdida para doenças e pragas. Através do melhoramento genético, o milho atingiu sua forma atual. Os defensores dos transgênicos utilizam este exemplo para dizer que a manipulação das características genéticas de vegetais não é novidade e já foi feita anteriormente, com muito menos controle do que atualmente. Os opositores dos transgênicos utilizam o mesmo exemplo para defender que há alternativas para a manipulação direta dos genes de espécies vegetais, técnica à qual se opõem.
Nem sempre as remessas de milho importado dos Estados Unidos chegam aos países da América Latina com rotulagem indicando isso aos consumidores. Apesar disso, pesquisas mexicanas indicam que a contaminação do milho nativo pode ter sido causada pela polinização acidental, que talvez tenha ocorrido também em outros países centro-americanos. Os milhos transgênicos, de propriedade de algumas poucas empresas, ao entrar em contato com o ambiente natural, podem se espalhar.

#### Milho das “Cancelas”
Uma variedade de milho que podemos encontrar em Portugal (mais especificamente nas Cancelas, localidade do Conselho da Batalha e distrito de Leiria, é o milho que é regionalmente conhecido como “Milho das Cancelas”. As características desta qualidade de milho atraem pessoas da região que tentam levar a cabo o transplante do mesmo. A característica mais emblemática desta qualidade de milho é a sua altura que pode chegar aos 5 metros. As finalidades deste milho são a “broa de milho”, um hidrato de carbono característico da região e todas as outras que o milho comum têm, uma vez qua a única coisa que distingue esta qualidade de milho das outras é a sua altura. A planta tem altura próxima de 4,90 metros, sendo que a espiga nasce a 1,30 metro do solo. A espiga é grande, cilíndrica e apresenta alta compensação. O sabugo é fino, os grãos são brancos, profundos, pesados e de textura média. O colmo tem alta resistência física e boa sanidade. A raiz tem boa fixação.

## Cultivo
O milho tem alto potencial produtivo e é bastante responsivo à tecnologia. O nível tecnológico da cultura está entre o médio e o alto. O cultivo é idealmente mecanizado e se beneficia bastante da técnica de plantio direto. A utilização de discos de plantio é adequada para a sua peneira.

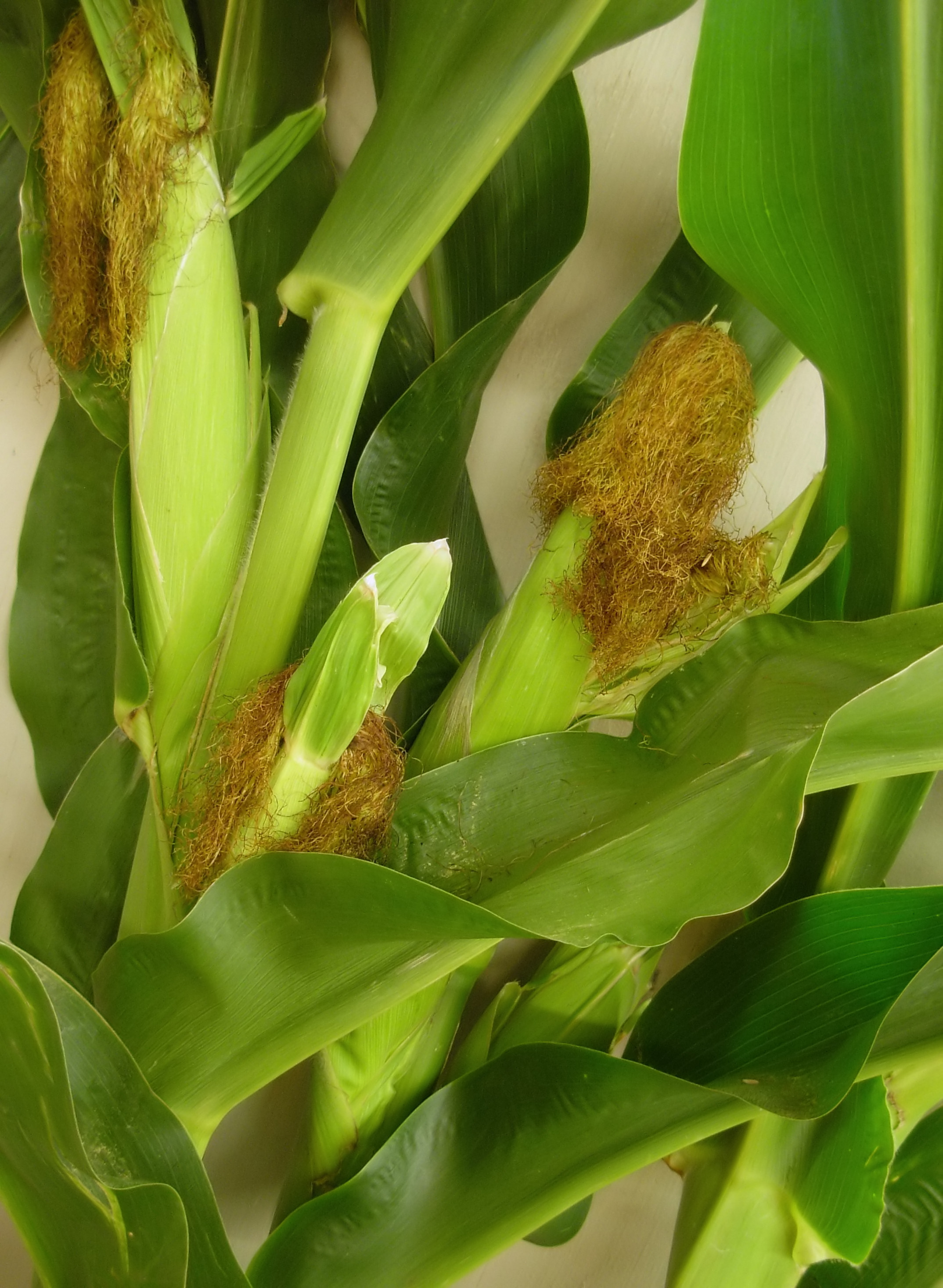
Exemplares de milho premiados na Feira do Condado de Olmsted, em Rochester, em Minnesota, nos Estados Unidos

O plantio de milho é feito tanto na chamada "safrinha" quanto na safra principal (ou seja, a safra de verão). Na Região Sudeste do Brasil, o mês de plantio mais indicado geralmente é setembro, mas o plantio pode ser feito até em novembro. Dependendo do mês de plantio, o espaçamento entre as linhas e a quantidade de sementes por metro deve variar. O ciclo do plantio varia entre 115 e 135 dias.
A adubação deve ser feita conforme a análise do solo. O controle de pragas e ervas daninhas só deve ser feito se necessário. Nem sempre há necessidade de irrigação intensiva: pelo menos nas regiões tradicionalmente produtoras, a precipitação é suficiente para as necessidades hídricas da planta. Lavouras bem-sucedidas apresentam valor médio de germinação na faixa de 95 por cento. A produtividade média varia entre 250 e 350 sacas por alqueire. Nas regiões de produtividade recorde do Brasil, há produtores que chegam a alcançar 520 sacas por alqueire.

### Colheita
Antes da Segunda Guerra Mundial, a maior parte do milho era colhida à mão. Isso frequentemente envolvia grandes números de trabalhadores, e eventos sociais associados. Um ou dois pequenos tratores eram utilizados, mas as colheitadeiras mecânicas não foram utilizadas até o fim da guerra. Na mão ou através da colheitadeira, a espiga inteira é coletada e a separação dos grãos e do sabugo é uma operação separada. Anteriormente, isso era feito em uma máquina especial. Hoje, as colheitadeiras modernas têm unidades de separação de grãos anexas. Elas cortam o milho próximo à base, separam os grãos da espiga com rolos de metal e armazenam somente os grãos.

### Mundo

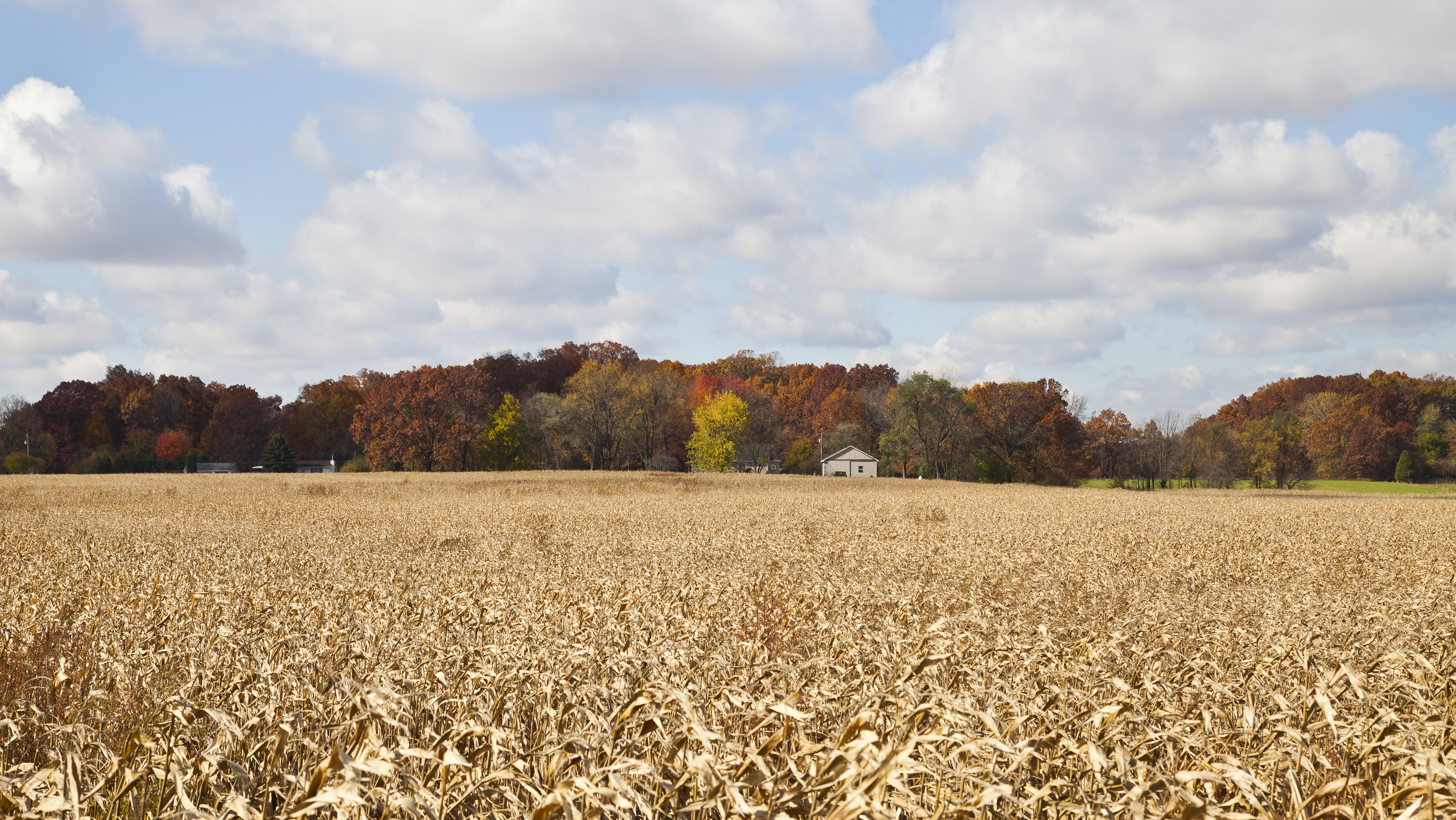
Produção de milho no Indiana, nos Estados Unidos

O milho é largamente cultivado em diversas regiões do mundo. Os Estados Unidos respondem por quase cinquenta por cento da produção mundial. Outros grandes produtores são a República Popular da China, a Índia, o Brasil, a França, a Indonésia e a África do Sul. A produção mundial foi de 600 milhões de toneladas em 2003. O milho é semeado aproveitando-se das chuvas da primavera. Seu sistema de raízes é fraco e a planta é dependente de chuvas constantes, ou irrigação. Nos Estados Unidos, uma boa colheita é prevista tradicionalmente se o milho está "na altura do joelho por volta de 4 de julho" (knee-high by the Fourth of July), embora híbridos modernos frequentemente excedam essa taxa de crescimento.
Milho utilizado como silagem é colhido enquanto a planta está verde, e o fruto imaturo. De outro modo, o milho é deixado no campo até o outono, de modo a secar. Às vezes, não é colhido até o inverno, ou até o início da primavera. Em outras regiões e circunstâncias, são utilizados agrotóxicos para secar o milho mais rápido, e aproveitar altas no preço do grão. Na América do Norte, os campos são frequentemente plantados utilizando a rotação de culturas com uma plantação fixadora de nitrogênio, como feijão ou soja.
A tabela abaixo ilustra a produção mundial de milho em milhões de toneladas/ano. Segundo dados da FAO (Organização das Nações Unidas para Alimentação e Agricultura).
| Países         | Ano 2003 | Ano 2006 | Ano 2009 | Ano 2018 |
| -------------- | -------- | -------- | -------- | -------- |
| Estados Unidos | 256,2    | 267,5    | 331,0    | 392,5    |
| China          | 115,9    | 151,7    | 163,1    | 257,3    |
| Brasil         | 48,3     | 42,6     | 51,2     | 82,3     |

| País                                     | Produção em 2018 (toneladas anuais) |
| ---------------------------------------- | ----------------------------------- |
| Estados Unidos                           | 392 450 840                         |
| China                                    | 257 173 900                         |
| Brasil                                   | 82 288 298                          |
| Argentina                                | 43 462 323                          |
| Ucrânia                                  | 35 801 050                          |
| Indonésia                                | 30 253 938                          |
| Índia                                    | 27 820 000                          |
| México                                   | 27 169 977                          |
| Roménia                                  | 18 663 939                          |
| Canadá                                   | 13 884 800                          |
| Total mundial                            | 1 147 621 934                       |
| Fonte: Food and Agriculture Organization |                                     |

### Brasil

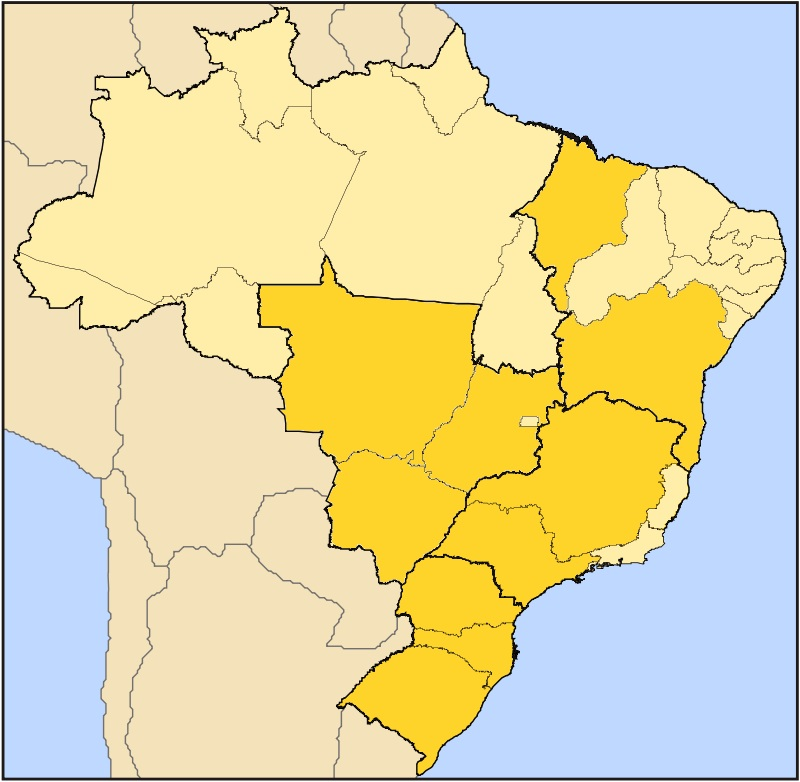
Principais estados produtores de milho no Brasil em 2020, em amarelo escuro

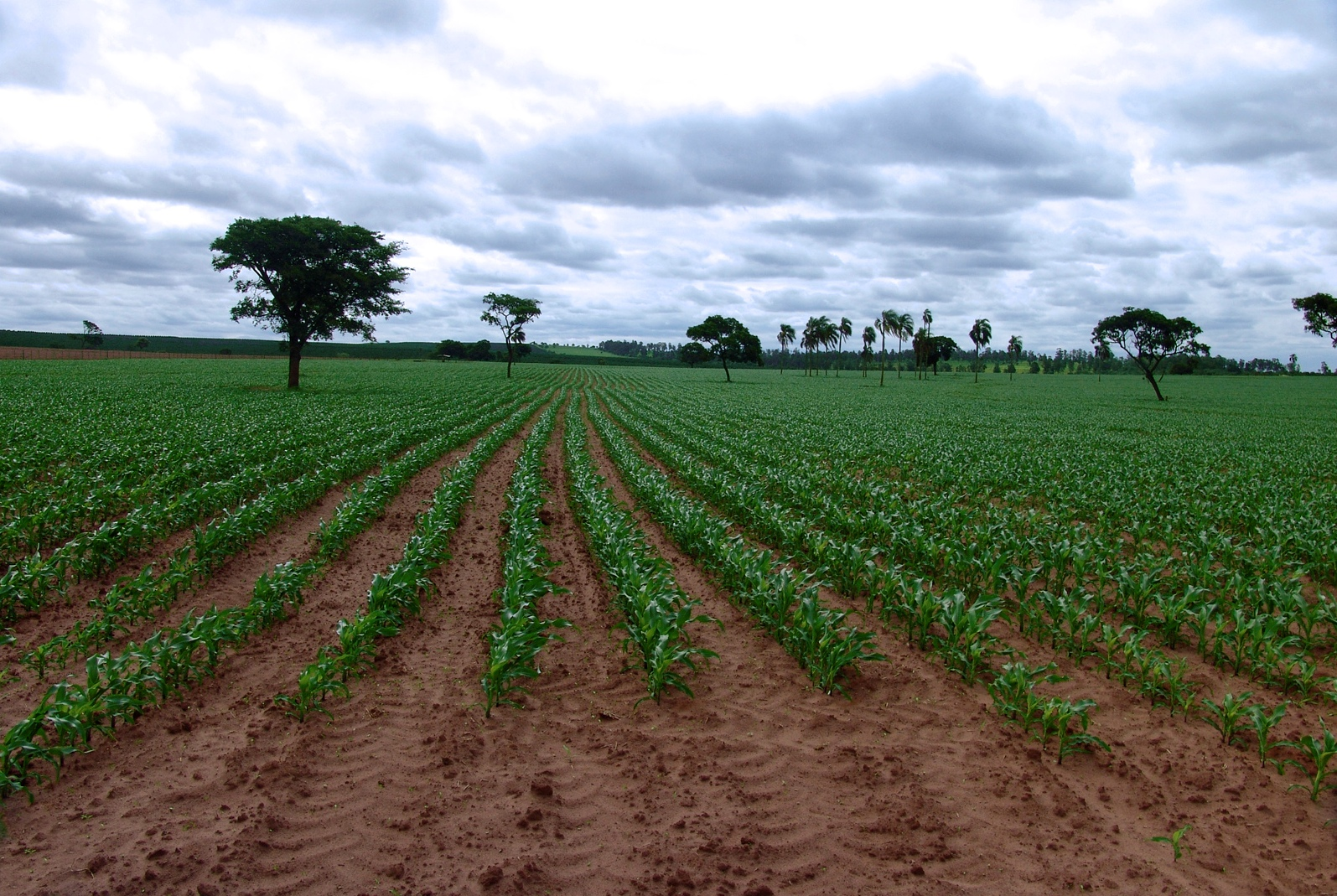
Milharal novo em Avaré, no Brasil

Em 2018, o Brasil produziu 82,2 milhões de toneladas de milho, sendo o 3º maior produtor do mundo. Os estados que mais produzem são: Mato Grosso, Paraná, Goiás, Mato Grosso do Sul e Rio Grande do Sul. O milho é o 5º produto mais importante da pauta de exportações brasileira, com 3,3% das exportações nacionais em 2019, valendo U$ 7,3 bilhões. Cultivado em todo o Brasil, o milho é usado tanto diretamente como alimento, quanto para usos alternativos. A maior parte de sua produção é utilizada como ração de bovinos, suínos, aves e peixes. Atualmente, somente cerca de quinze por cento da produção brasileira se destina ao consumo humano e, mesmo assim, de maneira indireta na composição de outros produtos.[carece de fontes?] Isto se deve provavelmente à falta de informação sobre o milho e suas qualidades e ao costume culinário brasileiro de utilizar mais os grãos de arroz e feijão.
Ao lado da soja, a cultura de milho é uma das pontas de lança da recente expansão da atividade agrícola brasileira. O cultivo de milho é altamente beneficiado pela tecnologia e pelas inovações da pesquisa agrícola, sendo um dos principais casos de sucesso da chamada revolução verde. Além dos benefícios óbvios decorrentes da exportação (como a geração de divisas para o país), a cultura de milho adquire importância estratégica quando se leva em conta a vantagem de mercado que uma grande produção nacional de milho traz para atividades agrícolas que usam a ração animal como base, como a bovinocultura, a avicultura, a suinocultura e até a piscicultura.
Afora o seu alto prestígio no agronegócio, o milho também é uma das culturas mais cultivadas pela agricultura familiar brasileira, tanto para a subsistência quanto para a venda local.

### Portugal
Em Portugal, a área cultivada é de cerca de 200 mil hectares. Os milhos mais semeados são os híbridos, representando cerca de 71,4 por cento da área global da cultura. O cultivo de milho em Portugal faz-se essencialmente no Minho e nos Açores. Tanto que teve influência na arquitectura e paisagem tradicional, existindo os tradicionais espigueiros em toda a região. O milho é semeado entre março e junho, sendo a sua colheita em setembro.

### África do Sul
Na África do Sul o milho, ali chamado mealie, tem um papel preponderante na alimentação. Tal como no resto da África, constitui a base do regime alimentar, sendo consumido por exemplo em pão e bolos, em líquido (phuzamandla) e sozinho ou como acompanhamento de outros alimentos (mealie pap: massa de milho). A África do Sul foi, em 2005, o nono maior produtor de milho do mundo, com 12 milhões de toneladas.